# سمادويات حرارية
سمادويات حرارية (بالإنجليزية: Coprothermobacteria)‏ هي طائفة بكتيريا. تحتوي على رتبة واحدة هي سمادايات حرارية وعائلة واحدة هي سماديات حرارية والتي تشمل جنس سمادية حرارية وهذا الأخير يضم الأنواع سمادية حرارية حالة للبروتين وسمادية حرارية بلاتانية (بالإنجليزية: Coprothermobacter platensis)‏

## أصل التسمية
إشتق الاسم من اسم الجنس (بالإنجليزية: Coprothermobacter)‏ حيث (باللاتينية: kopros) تعني سماد أو فضلات و (باللاتينية: thermos) تعني دافئ أو حار و (باللاتينية: bacter) تعني بشكل قضيب أو بكتيريا عصوية الشكل